# Gynoplistia (Gynoplistia) decacantha
Gynoplistia (Gynoplistia) decacantha is een tweevleugelige uit de familie steltmuggen (Limoniidae). De soort komt voor in het Australaziatisch gebied.